# Winzar Kakiouea
Winzar Kakiouea (ur. 30 kwietnia 2001 na Nauru) – naurański sprinter i pracownik telekomunikacyjny, olimpijczyk z Paryża 2024.

## Udział w zawodach międzynarodowych
| Impreza                   | Rok  | Gospodarz | Wynik | Wynik | Wynik |
| Impreza                   | Rok  | Gospodarz | 60 m  | 100 m |       |
| ------------------------- | ---- | --------- | ----- | ----- | ----- |
| Igrzyska olimpijskie      | 2024 | Paryż     | –     | 33    |       |
| Mistrzostwa świata        | 2023 | Budapeszt | –     | 64    |       |
| Halowe mistrzostwa świata | 2024 | Glasgow   | 43    | –     |       |
| Halowe mistrzostwa świata | 2025 | Nankin    | 50    | –     |       |
| Mistrzostwa Oceanii       | 2024 | Suva      | –     | 11    |       |

## Biografia
Mieszka w Yangorze. Zawodowo pracuje przy naprawie kabli telekomunikacyjnych. Oprócz biegania uprawiał podnoszenie ciężarów, w której to dyscyplinie został mistrzem Nauru oraz futbol australijski, w którym był cenionym na Nauru graczem.
Podczas ceremonii otwarcia Letnich Igrzysk Olimpijskich 2024, był chorążym reprezentacji Nauru. Był jedynym Naurańczykiem, który wystąpił na tych igrzyskach.